# Черткоєв Інал Володимирович
Черткоєв Інал Володимирович (нар. 8 жовтня 1999) — український футболіст, півзахисник українського клубу Діназ).

## Клубна кар'єра
30 вересня 2022 року приєднався до складу одеського «Чорноморця». У матчах чемпіонату України у складі «Чорноморця» дебютував 13 травня 2023 року у грі 26-го туру прем'єр-ліги сезону 2022/23 між командами «Динамо» (Київ) – «Чорноморець» (Одеса).
У липні 2023 року став гравцем команди «Гірник-Спорт».